# Sveta Gora-hegy (Szlovénia)
A Sveta Gora (vagy Skalnica, olaszul Monte Santo, "Szent-hegy") 681 méter magas hegy Szlovéniában, Nova Gorica város és az Isonzó folyó fölött, a Banjšice-fennsík déli vonulatain.
A hegy a Nova Goricához tartozó Solkan (olaszul Salcano) és Grgar (olaszul Gargaro) települések, illetve a Kanal ob Soči községhez tartozó Plave határában fekszik. Sveta Gora egyben maga is egy aprócska település, 14 lakóval (2013).
Nevét a hegy arról kapta, hogy 1539-ben Orsola Ferligoi grgari pásztornak megjelent itt a Madonna. Az első világháború idején súlyos harcok zajlottak itt az osztrák-magyar és az olasz hadsereg között. a hegy 1921 és 1947 között olasz területen feküdt.

## Története

### A szentély

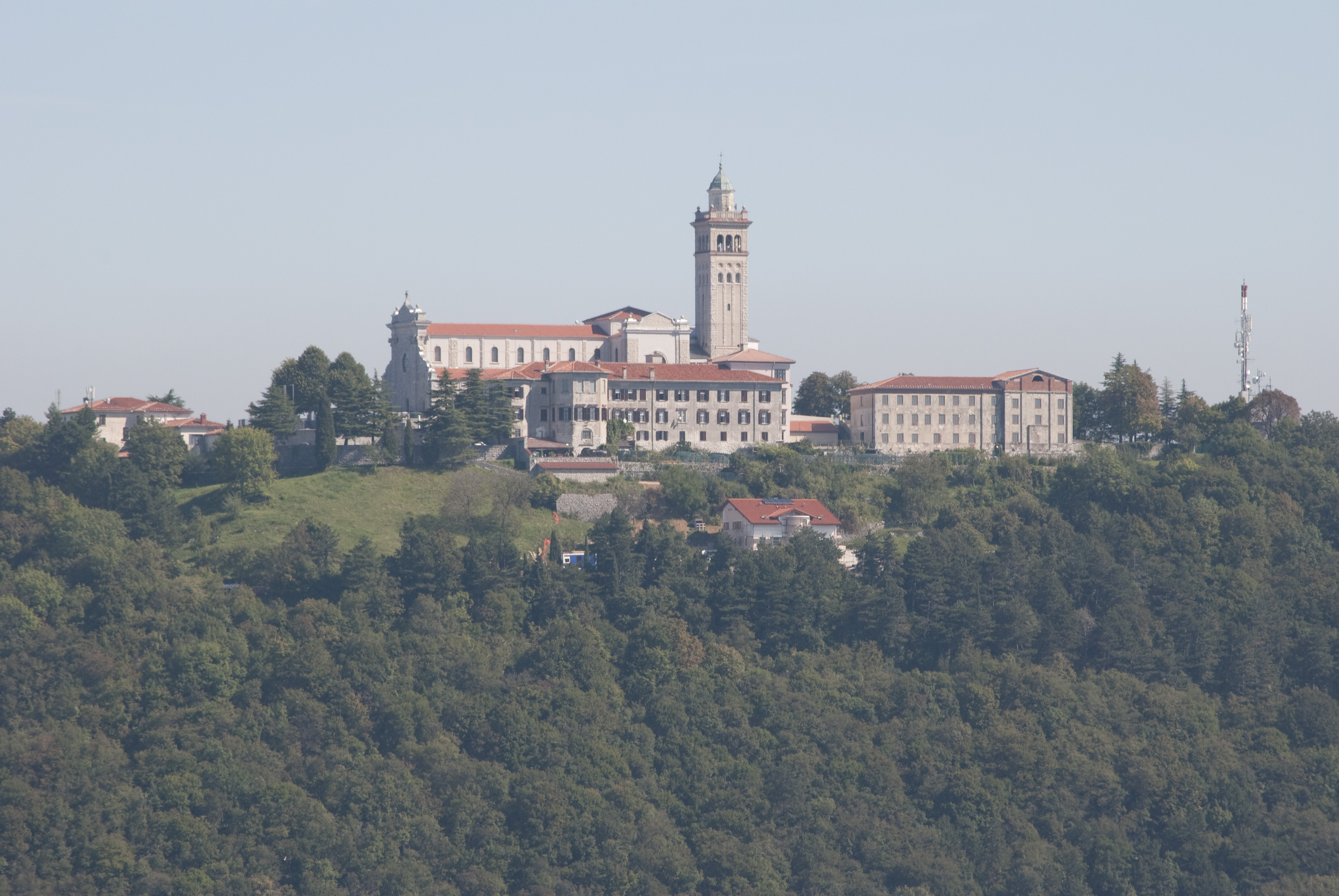
Il A szentély.

A hegyen már a 14. században templom állt, ezt azonban a törökök lerombolták. 1544-ben újraépült. A főoltár Mária-képe Palma Vecchio 16. századi festő munkája, melyet Marino Grimani aquileiai pátriárka adományozott a templomnak 1544-ben. 
II. József 1786-ban ismét leromboltatta a templomot, de megint újraépítették. 
Az első világháborúban, az 1915 és 1918 között az isonzói fronton zajló harcokban a földdel tették egyenlővé. A ma a hegyen látható neobarokk bazilika 1924 és 1928 között épült, Silvano Barich goriziai építész tervei alapján, aki korábban a barbanai szentélyt is tervezte. A harangtorony a síkságról a Sabotin hegy fölött látszik. A Szent-hegyi Szűz Mennybemenetele Bazilika évszázadokig zarándokhelye volt a Gorícia régióban élő olaszoknak és szlovéneknek, a Koperi egyházmegye társ-székesegyháza.

### Az isonzói harcokban

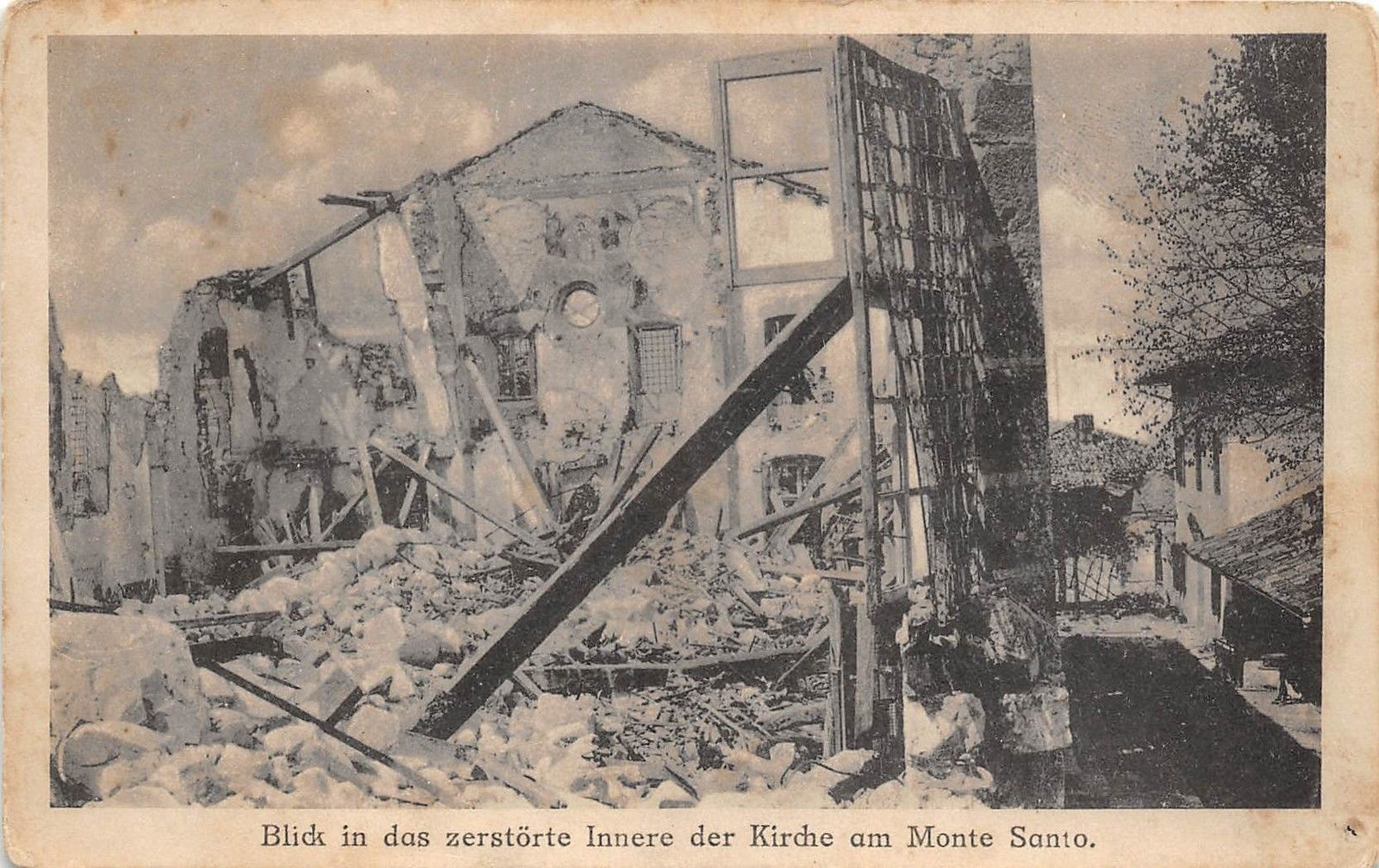
A lerombolt templom (1915)

Az első világháború folyamán a hegy az isonzói front egyik fontos stratégiai pontja volt, a szintén fontos San Gabriele-hegy szomszédságában, amelynek birtokáért ádáz harcokat folytattak. Az egyik legkegyetlenebb frontszakasznak tartották (ahogy a Monte San Gabrielét is). „Ezért elegendő, ha csak a poklok poklának jelöljük meg, és elsiklunk mellette, mert a visszaemlékezés fájdalmas beheggedt sebeket tépne fel, már pedig volt tisztünk és közvitézünk, akik egyszerre tizenhat sebből véreztek” - írta a cs. és kir. „Frigyes főherceg” 52. gyalogezred hadialbuma.
A csúcs közelében a háború civil és katonai áldozatairól megemlékező múzeum van.

## Kapcsolódó információk
- Monte Santo (Sveta Gora): un affascinante itinerario mistico vicino a Gorizia (oölasz nyelven). friuli.vimado.it. (Hozzáférés: 2018. május 7.)

## Fordítás
- Ez a szócikk részben vagy egészben  a   Monte Santo di Gorizia című olasz Wikipédia-szócikk ezen változatának fordításán alapul.  Az eredeti cikk szerkesztőit annak laptörténete sorolja fel. Ez a jelzés csupán a megfogalmazás eredetét és a szerzői jogokat jelzi, nem szolgál a cikkben szereplő információk forrásmegjelöléseként.